# Гефилте гелзеле
Гефи́лте ге́лзеле или ге́лзел (идиш געפילטע העלזל‎, «фаршированная шейка»)
— ашкеназо-еврейское блюдо из кожи (шеи) птицы, начиненной мукой, манной крупой, панировочными сухарями или мукой из мацы (при приготовлении на Песах), субпродуктами, смальцем и жареным луком.

## История
Название блюда происходит от слова на идише «хелзл» (העלזל, «шейка»), которое, в свою очередь, происходит от немецкого Hals.
Блюдо родилось из стремления экономно приготовить всю курицу: одна птица давала и бульон для супа, и окорочка, и котлеты из мяса, и фаршированную шею, наполненную субпродуктами. Позже фаршировать стали не только шею, но и всю кожу с курицы, хотя упоминание шеи в названии так и осталось 
Вплоть до XX века это блюдо было комфортной едой ашкеназов, которое обычно подавали в Шаббат и на еврейские праздники. В ХХ и XXI веках его популярность снизилась. Благодаря евреям блюдо также прочно вошло в одесскую кухню.

## Приготовление
Обычно используются куриные или гусиные шейки, или практически вся кожа, но без ног. Можно использовать шейки/кожу утки или индейки. В состав начинки также могут входить внутренности, такие как рубленое сердце, желудок, печень. Иногда начинку сдабривают чесноком и черным перцем. Гелзеле можно приготовить в курином супе или использовать в качестве ингредиента чолнта. Из-за формы колбасы и начинки из муки гефилте гелзеле иногда называют «ложной кишкой» (false kishke) . Наполненная начинкой кожа сшивается ниткой.
Ашкеназский гелзеле похож на тебит, иракско-еврейский вариант хамина, который включает в себя целую куриную кожу, наполненную смесью риса, нарезанного куриного мяса и трав.